# Gobernadores de Bolivia
Los gobernadores departamentales de Bolivia son las máximas autoridades ejecutivas de los órganos ejecutivos de cada uno de los nueve departamentos (entidades territoriales autónomas de mayor rango) que componen a Bolivia.
El gobierno del departamento reside en el gobernador (hasta 2010 llamado prefecto). Su cargo dura un periodo de cinco años.

## Historia
El 1 de enero de 1825, el comandante en jefe del Ejército Unido Libertador, el general Antonio José de Sucre, designa por nota al general José Miguel Lanza, «gobernador y comandante general» de la provincia de La Paz, este debía debía tomar posesión una vez que tome la ciudad de La Paz, que en ese entonces estaba controlada por realistas. Posteriormente, Sucre, como encargado de las provincias del Alto Perú, la denominación pasó a ser «presidente y comandante general», en casos también llamados como «presidente y comandante militar» o simplificado frecuentemente como «presidentes». Este título duró hasta los inicios del segundo gobierno de Sucre.

### Prefectos 1826-2010
El general Sucre, encargado supremo del Poder Ejecutivo de la República boliviana, firmó la Ley N.º 30 del 23 de enero de 1826 (Ley de División Política) que establecía el nuevo régimen administrativo, adoptando el modelo francés. La denominación de presidente y comandante general pasó a ser sustituido por la denominación de «prefecto» de departamentos.
Los prefectos de cada departamento eran designados por Decreto Supremo por el presidente hasta el 2005, cuando en las elecciones de ese año, además de elegir al presidente, se eligió, a través del voto popular, por primera vez en la historia, a los prefectos. solo pueden votar directamente y universalmente.

#### Prefectos y comandantes generales
Con la reforma de la Constitución en 1995, el prefecto debía ejercer la función de la comandancia general de la policía departamental, ostentando el título de «prefecto y comandante general».

### Gestión 2005-2010
en las Elecciones de Abril 2005 se consolida una férrea oposición al gobierno de Morales en las elecciones subnacionales mostrando la MEDIA LUNA debido a que en los resultados 5 departamentos son opositores y 4 departamentos oficialistas. 
A partir de la actual Constitución, el 4 de abril de 2010 fueron reemplazadas las prefecturas de todos los departamentos bolivianos por los «Gobiernos Autónomos Departamentales», Órganos Ejecutivos departamentales según el texto constitucional. Los primeros gobernadores fueron electos en las elecciones subnacionales del 4 de abril y asumieron el 31 de mayo. 6 gobernadores eran oficialistas y 3 opositores.
Cuando iniciaron sus gestiones aún faltaba casi un mes para la promulgación de Ley N° 031 del 19 de julio de 2010 (Ley Marco de Autonomías y Descentralización "Andrés Ibáñez").
Mario Cossío, de Camino al Cambio, quien había sido electo prefecto de Tarija en 2006, fue reelecto como gobernador. Luego fue destituido por la Asamblea Legislativa Departamental de Tarija por presunta corrupción el 16 de diciembre de 2010, posteriormente fue enjuiciado y huyó al exilio hasta 2019. El presidente de entonces Evo Morales eligió de forma de facta al asambleista del MAS-IPSP por Yunchará, Lino Condori Aramayo, como gobernador interino, rompiendo así los protocolos autónomos de la sucesión gubernativa del departamento; inicialmente, Lino Condori sería interino o temporal hasta llamar a elecciones, pero después extendió su estadía como gobernador hasta las elecciones subnacionales del 2015.
Ernesto Suárez, de Primero el Beni, quien también había sido electo Prefecto del Beni en 2006, fue reelecto como Gobernador. También fue destituido por presunta corrupción el 16 de diciembre de 2011 por la ALD del Beni, por la Fiscalía Departamental del Beni y por el Ministerio de Transparencia Institucional y Lucha contra la Corrupción. Fue reemplazado por Haisen Ribera Leigue del MNR. Sin embargo, el 2013 se realizaron elecciones para mantener a alguien en el cargo, ganando la contienda Carmelo Lenz Fredericksen, quien pudo mantenerse en el cargo hasta la próxima elección en 2015.

### Gestión 2015-2021
Los Gobernadores para el periodo 2015-2020 fueron electos en las elecciones subnacionales del 29 de marzo de 2015. Nuevamente 6 gobernadores eran oficialistas y 3 opositores.
Al final del conflicto poselectoral de 2019, además del presidente Evo Morales, renunciaron 4 de los 6 gobernadores oficialistas: Alex Ferrier del Beni es reemplazado por Fanor Amapo, Iván Canelas de Cochabamba es reemplazado por Esther Soria, Victor Hugo Vásquez de Oruro es reemplazado por Zenón Pizarro y Juan Carlos Cejas de Potosí es reemplazado por Alejo Véliz. Esteban Urquizu había anunciado su renuncia pero no la hizo efectiva. Todos los gobernadores interinos seguían siendo del Movimiento al Socialismo.
El 20 de enero de 2020, el Gobierno Constitucional Interino de Jeanine Áñez promulgó una ley que extendió el mandato de todas las autoridades de los órganos ejecutivos y legislativos del nivel central del Estado y de las Entidades Territoriales Autónomas hasta la realización de elecciones.
Urquizu abandonó funciones, recién haciendo oficial su renuncia el 25 de marzo de ese año. El 1° de abril es designado Efraín Balderas.
La Asamblea Legislativa Departamental de Oruro destituye a Pizarro y es designado Edson Oczachoque el 31 de mayo.
Para las elecciones generales de ese año, el Gobernador de Pando Luis Adolfo Flores se postula a Senador, resultando electo y dejando el mando a la vicegobernadora Paola Terrazas Justiniano el 1° de noviembre. Con la renuncia de Flores, no queda en funciones ninguno de los Gobernadores electos por el Movimiento al Socialismo, quedando intactos los de la oposición.
El 10 de febrero de 2021, Eloy Calizaya es designado como Gobernador de Potosí en reemplazo de Veliz.
Posteriormente el TSE fijó el 7 de marzo de 2021 como fecha para la realización de las elecciones subnacionales, en las que se extenderán para el periodo 2021-2026.

### Gestión 2021-2026
Los actuales gobernadores fueron elegidos en las elecciones subnacionales del 7 de marzo.
Asimismo cuatro departamentos tuvieron segunda vuelta electoral, que fue fijada el 11 de abril del mismo año. Es el primer país que realizó dos comicios de manera general durante la pandemia de COVID-19.
Esta vez 3 gobernadores son oficialistas y 6 opositores.
El 28 de diciembre de 2022, el Gobernador de Santa Cruz Luis Fernando Camacho fue detenido por el caso "Golpe I" y trasladado a la ciudad de La Paz. El 29 de diciembre, el vicegobernador Mario Aguilera se negó a activar la sucesión gubernamental, postura que también comparte el secretario de justicia Efraín Suarez. El 30 de diciembre, Camacho es sentenciado a 4 meses en la cárcel de San Pedro, quedando así impedido de ejercer su cargo como gobernador, aunque aún manteniéndose con dicho título.

## Gobernadores actuales

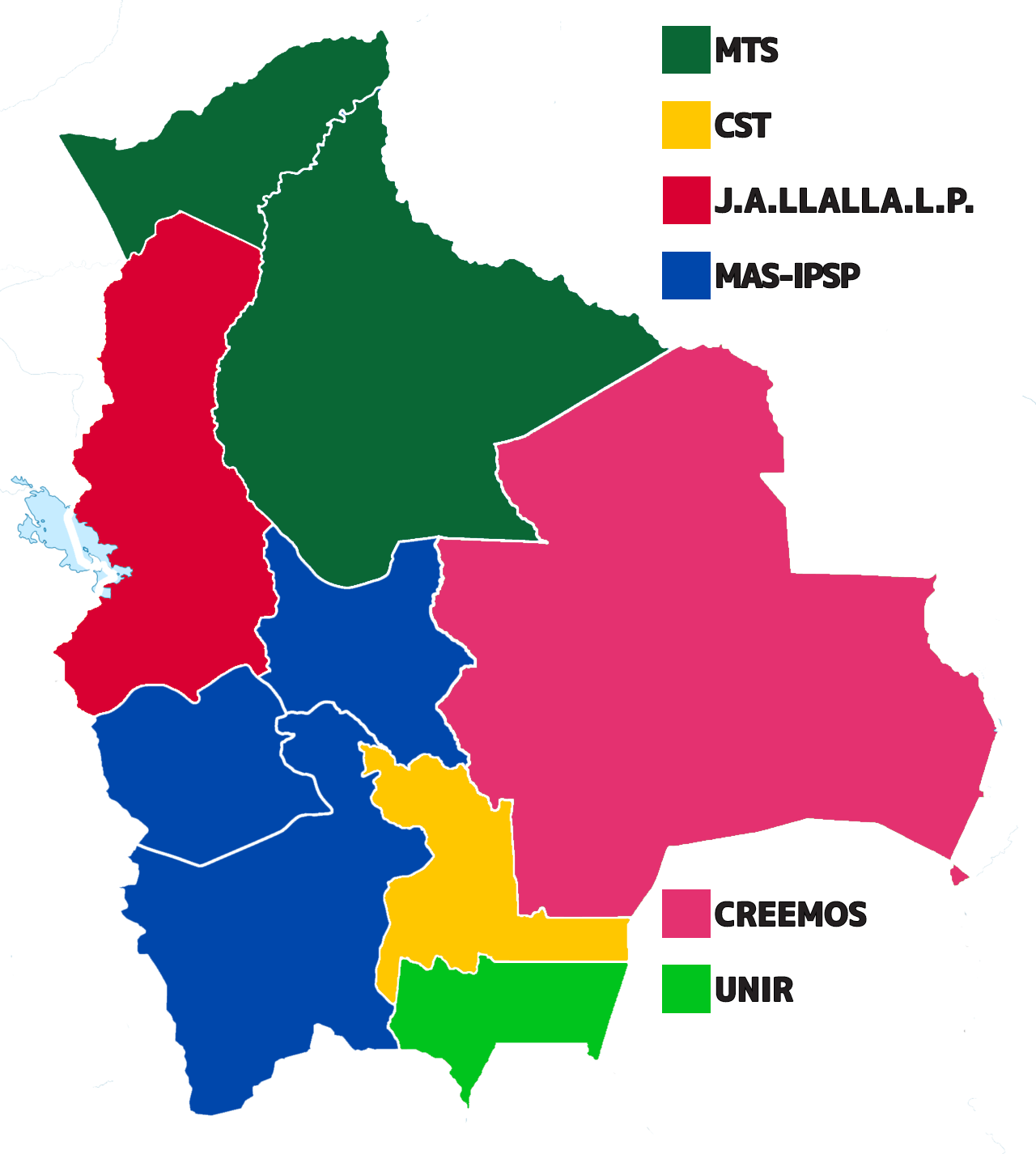
Departamentos gobernados por partidos políticos tras las elecciones de 2021.

| Departamento | Gobernador | Gobernador                        | Gobernador | Partido (Alianza)      | Inicio del mandato actual                   | Fin legal del mandato                  |
| ------------ | ---------- | --------------------------------- | ---------- | ---------------------- | ------------------------------------------- | -------------------------------------- |
| Beni         |            | Alejandro Unzueta                 |            | Independiente          | 3 de mayo de 2021                           | 3 de mayo de 2026                      |
| Chuquisaca   |            | Damián Condori                    |            | Chuquisaca Somos Todos | 3 de mayo de 2021                           | 3 de mayo de 2026                      |
| Cochabamba   |            | Humberto Sánchez                  |            | MAS-IPSP               | 3 de mayo de 2021                           | 3 de mayo de 2026                      |
| La Paz       |            | Santos Quispe                     |            | Adelante Pueblo Unido  | 3 de mayo de 2021                           | 3 de mayo de 2026                      |
| Oruro        |            | Johnny Vedia                      |            | MAS-IPSP               | 3 de mayo de 2021                           | 3 de mayo de 2026                      |
| Pando        |            | Regis Richter                     |            | MTS                    | 3 de mayo de 2021                           | 3 de mayo de 2026                      |
| Potosí       |            | Marco Copa (interino)             |            | MAS-IPSP               | 3 de mayo de 2021 (1 de septiembre de 2023) | 3 de mayo de 2026 (1 de marzo de 2024) |
| Santa Cruz   |            | Mario Aguilera Cirbián (interino) |            | Independiente          | 3 de mayo de 2021 (26 de enero de 2024)     | 3 de mayo de 2026 (3 de mayo de 2026)  |
| Tarija       |            | Oscar Montes                      |            | UNIR                   | 4 de mayo de 2021                           | 4 de mayo de 2026                      |

## Listas de Prefectos y Gobernadores por Departamento
- Gobernadores del Beni
- Gobernadores de Chuquisaca
- Gobernadores de Cochabamba
- Gobernadores de La Paz
- Gobernadores de Potosí
- Gobernadores de Oruro
- Gobernadores de Pando
- Gobernadores de Potosí
- Gobernadores de Santa Cruz
- Gobernadores de Tarija